# Џеф Кунс
Џеф Кунс (енгл. Jeff Koons; Јорк, 21. јануар 1955) амерички је ликовни уметник, који искориштава за своје стваралаштво знакове конзумне културе као исходишта у својим делима. Такође прерађује и објекте из реклама. У основи његово се дело креће између кича и уметности.
Куратори и уметнички колекционари његово дело обележавају као нео-поп, или пост-поп, који се од 80.-тих година 20. века понаша као реакција на минимализам и концептуализам. Својим подизањем кича на ниво високе уметности произвео је врло контроверзне реакције. Аутор сваки покушеј могућности за сврставање своје уметности у неке категорије категорички негира и најме негира да његови радови имају било какав сакривени значај и смисао.
Он је 1991. године обзанио је да је склопои брак са мађарско- италијанском политичарком и порно звездом Илоном Шталер, познатом као Чичолина.